# Giulio De Vita
Giulio De Vita, né le 7 décembre 1971 à Pordenone en Italie, est un publicitaire, un réalisateur, un dessinateur et coloriste de bande dessinée.
Publicitaire de profession, Giulio De Vita travaille énormément dans le monde de la publicité en Italie en faisant des couvertures pour le disque La Donna il Sogno, il Grande Incubo et réalisateur des vidéo-clips pour les chanteurs comme Vasco Rossi, Zucchero, Sting et des dessins animés.

## Biographie

### Enfance
Son père travaille dans l’administration et sa mère, professeur de dessin. Grâce à sa mère, le jeune Giulio se passionne pour l'image et, à la même époque, pour le cinéma. Il commence à dessiner des histoires et à faire ses films sur papier.

### Sa première carrière
En 1993 en bande dessinée, il devient dessinateur de fumetti Lazarus Ledd (it), un super-héros à l'italienne.
En 1995, il obtient le prix de meilleur jeune dessinateur italien au festival de Falconara Marittima pour l'épisode de Il Potere e la Gloria (Le Pouvoir et la Gloire, en français).
Il crée un autre super-héros masqué au cheveux blonds longs, bleu vêtu d'un collant et d'une cape avec un signe P en rouge sur le ventre comme Superman, Peltron pour le quotidien italien Il Gazzettino.

### Sa carrière française
Il rencontre, en 1998, François Corteggiani pour réaliser sa première bande dessinée française Les ombres de la lagune chez Soleil Productions ce qui le permet de se faire connaître par d’autres scénaristes.
En 1999, il travaille aux graphismes des personnages du film d'animation Aida degli alberi de Guido Manuli qui sort dans les salles italiennes en 2001.
Il rencontre Frank Giroud, à Paris en décembre 1999, qui cherche un dessinateur pour sa série Le Décalogue, lui présentant ses travaux chez lui, et ce dernier aime son travail et lui confie le synopsis de la série. Giulio De Vita signe alors le contrat et se met au travail un mois plus tard. En janvier 2001, le public découvre le dessinateur Giulio De Vita grâce à l'épisode La Fatwa, second tome du Le Décalogue, écrite par Frank Giroud, grande fresque menée sur dix albums avec dix dessinateurs différents dans la collection Grafica, chez Glénat.
Entre 2001 et 2004, pour la collection Troisième Vague chez Lombard, sur les écritures d'Yves Swolfs, il dessine seulement trois albums de la série James Healer pour une raison d'impatience bien que le scénariste ait envie d'enrichir sa propre série Légende. Il l'abandonne au bout du troisième épisode.
Il crée en Italie la série de fumetti de science-fiction Kylion — sorti en juin 2004 — sur un scénario de l'auteur de Monster Allergy et de W.I.T.C.H. Francesco Artibani pour la Walt Disney Company sous l'étiquette Buena Vista Comics.
Entre-temps il cherche une nouvelle série chez Lombard pour une raison de progrès dans son dessin et reçoit plusieurs propositions des scénaristes dont quelques-uns de connus, qui lui sont trop classiques : rien ne lui plaît donc. Il tombe sur Gauthier Van Meerbeeck qui lui propose trois synopsis du même scénariste inconnu. C'est finalement le troisième auquel il s'intéresse sur le coup, celui de Wisher écrit par un professeur d'anglais ayant la passion sur l'écriture pour bande dessinée : Sébastien Latour. Il le rencontre deux fois dans un restaurant, puis travaille séparément sur cette nouvelle série tout en communiquant sur Internet.
Il travaille sur le scénario du film Close Encounters with Vilmos Zsigmond de Pierre Filmon (biographie de Vilmos Zsigmond) et est présent au Festival de Cannes 2016 avec l'équipe du film.

## Albums et fumetti
| Année | Origine              | Titre                                                                      | Scénariste                                                                                    | Éditeur             | Remarque                                   |
| ----- | -------------------- | -------------------------------------------------------------------------- | --------------------------------------------------------------------------------------------- | ------------------- | ------------------------------------------ |
| 1993  | Drapeau de l'Italie  | Lazarus Ledd (it)                                                          | Ade Capone                                                                                    | StarComics          |                                            |
| 1995  | Drapeau de l'Italie  | Il Potere e la Gloria                                                      | Ade Capone                                                                                    | Liberty Editions    | Prix de meilleur jeune dessinateur italien |
| 1998  | Drapeau de l'Italie  | Peltron                                                                    | Ade Capone                                                                                    | Il Gazzettino       |                                            |
| 1998  | Drapeau de la France | Les Ombres de la lagune                                                    | François Corteggiani                                                                          | Soleil              | Prix meilleur espoir                       |
| 2001  | Drapeau de la France | Le Décalogue                                                               | Frank Giroud                                                                                  | Glénat              |                                            |
| 2001  | Drapeau de la France | James Healer                                                               | Yves Swolfs                                                                                   | Le Lombard          | Prix meilleur dessinateur (deux fois)      |
| 2004  | Drapeau de la France | Tintouin au Tibet                                                          | Pas de scénariste (dessin collectif)                                                          | A.L.I.E.N.          |                                            |
| 2004  | Drapeau de l'Italie  | Kylion                                                                     | Francesco Artibani                                                                            | Walt Disney Company |                                            |
| 2006  | Drapeau de la France | Wisher                                                                     | Sébastien Latour                                                                              | Le Lombard          |                                            |
| 2010  | Drapeau de la France | Les Mondes de Thorgal : Kriss de Valnor, tome 1, Je n'oublie rien !        | Yves Sente                                                                                    | Le Lombard          |                                            |
| 2012  | Drapeau de la France | Les Mondes de Thorgal : Kriss de Valnor, tome 2, La Sentence des Walkyries | Yves Sente                                                                                    | Le Lombard          |                                            |
| 2012  | Drapeau de la France | Les Mondes de Thorgal : Kriss de Valnor, tome 3, Digne d'une reine         | Yves Sente                                                                                    | Le Lombard          |                                            |
| 2012  | Drapeau de la France | Les Mondes de Thorgal : Hors série, Aux origines des mondes                | Patrick Gaumer, Yves Sente, Yann (dessin collectif avec Grzegorz Rosiński et Roman Surzhenko) | Le Lombard          |                                            |
| 2013  | Drapeau de la France | Les Mondes de Thorgal : Kriss de Valnor, tome 4, Alliances                 | Yves Sente                                                                                    | Le Lombard          |                                            |
| 2014  | Drapeau de la France | Les Mondes de Thorgal : Kriss de Valnor, tome 5, Rouge comme le Raheborg   | Yves Sente et lui-même                                                                        | Le Lombard          |                                            |
| 2014  | Drapeau de l'Italie  | Il Mantello di carta                                                       | Carlo Lucarelli (dessin collectif)                                                            | Vastagamma          |                                            |
| 2016  | Drapeau de l'Italie  | Tex, tome 4, Sfida nel montana                                             | Gianfranco Manfredi                                                                           | Sergio Bonelli      |                                            |

## Filmographie
Courts Métrages
- Il Mantello di carta, adapté du livre éponyme.

## Récompenses
- Prix de meilleur jeune dessinateur italien 1995 au festival de Falconara Marittima
- Prix meilleur espoir 2000 au Festival de Chambéry pour Les ombres de la lagune.
- Prix meilleur dessinateur 2002 au Festival de Blois pour le premier tome de James Healer.
- Prix meilleur dessinateur 2003 au Festival de la Côte d'Azur de Mandelieu pour le second tome de James Healer.
- Prix Albert-Uderzo - Sanglier du Meilleur Album Adulte 2006 pour le troisième tome de Quintett